# Sinopoda pengi
Sinopoda pengi är en spindelart som beskrevs av Song och Zhu 1999. Sinopoda pengi ingår i släktet Sinopoda och familjen jättekrabbspindlar. Inga underarter finns listade i Catalogue of Life.